# 賀府
賀府（1496年—？），字應壁，號丰隅，陝西西安府華州渭南縣人，軍籍，明朝政治人物。

## 生平
嘉靖七年（1528年）戊子科陝西鄉試第四十三名舉人。嘉靖八年（1529年）中式己丑科會試第一百十六名，登第三甲第一百三十一名進士。嘉靖十二年（1533年），授長洲縣知縣，為人贞介醇亮，在任期間平均繇赋、廢偽禁奸，因丁憂去職。除服后，起用升任兵部主事，因陳事連坐被貶。二十五年官平阳府通判。

## 家族
曾祖賀本；祖父賀儒；父賀倉，曾任典史。母王氏。具庆下。弟贺采。
有一子賀承光，亦為進士。